# Pedra do Anta
Pedra do Anta este un oraș în Minas Gerais (MG), Brazilia.